# Ferdinand Freudenstein
Ferdinand Freudenstein (* 12. Mai 1926 in Frankfurt am Main; † 30. März 2006) war ein US-amerikanischer Maschinenbauingenieur.

## Leben
Freudenstein floh 1937 wegen der Verfolgung als Jude durch die Nationalsozialisten mit seinen Eltern und Geschwistern über die Niederlande nach England. Sein Vater und Bruder wurden durch die Briten als feindliche Ausländer nach Australien gebracht, er selbst kam 1942 mit seiner Mutter und seinen zwei Schwestern über Trinidad in die USA. Freudenstein begann ein Studium an der New York University, meldete sich dann zur US-Army und setzte sein Studium des Maschinenbaus nach dem Krieg mit einem G. I. Bill fort. Ursprünglich wollte er Mathematik studieren, sein Vater wollte aber, dass er auch Geschäftsmann werden sollte, und Maschinenbau war ein Kompromiss in der Studienwahl. 
1948 erhielt er seinen Master-Abschluss an der Harvard University. Er arbeitete zwei Jahre für die American Optical Company in Buffalo, New York, bevor er sein Studium an der Columbia University fortsetzte und dort bei H. Dean Baker promoviert wurde. Damals gab es an der Universität keine Spezialisten für Kinematik von Maschinen (Baker selbst war Spezialist für Verbrennungsvorgänge), und Freudenstein gilt als Begründer der modernen Kinematik in den USA. Auch während des Studiums arbeitete er im Sommer als Ingenieur für Firmen, so war er 1954 Mitglied der Bell Laboratories, was er auch in seiner späteren Karriere fortsetzte (insbesondere für IBM, General Motors, Foster Wheeler, Gulf and Western, Singer Company, Bell Labs und Designatroncis). 
1957 wurde er Associate Professor an der Columbia University, 1958 Chairman der Abteilung Maschinenbau (Mechanical Engineering) und 1959 erhielt er eine volle Professor für Maschinenbau. Ab 1985 war er Higgins Professor.
Er hatte zahlreiche Schüler an der Columbia University. In der analytischen Kinematik ist die Freudenstein-Gleichung nach ihm benannt, die Freudenstein 1954 in seiner Dissertation einführte. Das ist eine skalare Gleichung, in die Winkel und Längen einer ebenen Kette aus vier über Gelenke verbundene Stangen eingehen und bei der Analyse und dem Entwurf der Bewegungskurven des Gelenkmechanismus verwendet wird.
Seine Arbeit war mathematisch orientiert, zum Beispiel in der algebraischen Geometrie von Kopplungskurven von Gelenkmechanismen, er wandte aber auch Topologie, Graphentheorie, Pólyas Theorie der Abzählung von Baumstrukturen, Boolesche-Algebra, Quaternionen, Liniengeometrie, numerische und andere mathematische Methoden an. Er hatte wissenschaftliche Kontakte zum führenden sowjetischen Wissenschaftler für Getriebemechanismen Iwan Iwanowitsch Artobolewski und er lud den niederländischen Mathematiker Oene Bottema und den Briten Eric Primerose an die Columbia University ein.
Er war Mitglied der National Academy of Engineering, war Ehren-Fellow der American Society of Mechanical Engineers und 1961/62 und 1967/68 Guggenheim Fellow. 1992 erhielt er die Egleston Medal der Columbia University. 1996 ging er in den Ruhestand, als sich schon  Zeichen von Alzheimer bemerkbar machten. Die Krankheit verhinderte auch die von ihm geplante Monographie über Maschinenkinematik.
1959 heiratete er Leah Schwartzschild, die 1970 starb und mit der er einen Sohn und eine Tochter hatte. Er wohnte in Riverdale in der Bronx. 1980 heiratete er die Lehrerin Lydia Gersten.
Er hielt mehrere Patente.

## Schriften (Auswahl)
- An analytical approach to the design of four-link mechanisms, ASME Trans., Band 76, 1954, S. 483–492
- mit G. N. Sandor: Kinematics of Mechanisms, in: H. Rothbart (Hrsg.), Machine design and mechanical systems handbook, McGraw Hill 1964, S. 1–58
- mit E. Primrose, B. Roth: Six-bar motion, 3 Teile, Arch. Rat. Mech. Anal., Band 24, 1967, S. 22–77
- Kinematics- past, present and future, J. Mech. Mach. Theory, Band 8, 1973, S. 151–160
- Kinematic structure: a unifying concept, Proc. Workshop New Directions in Kinematic Research, Stanford University 1977, S. 33–36